# 文在寅

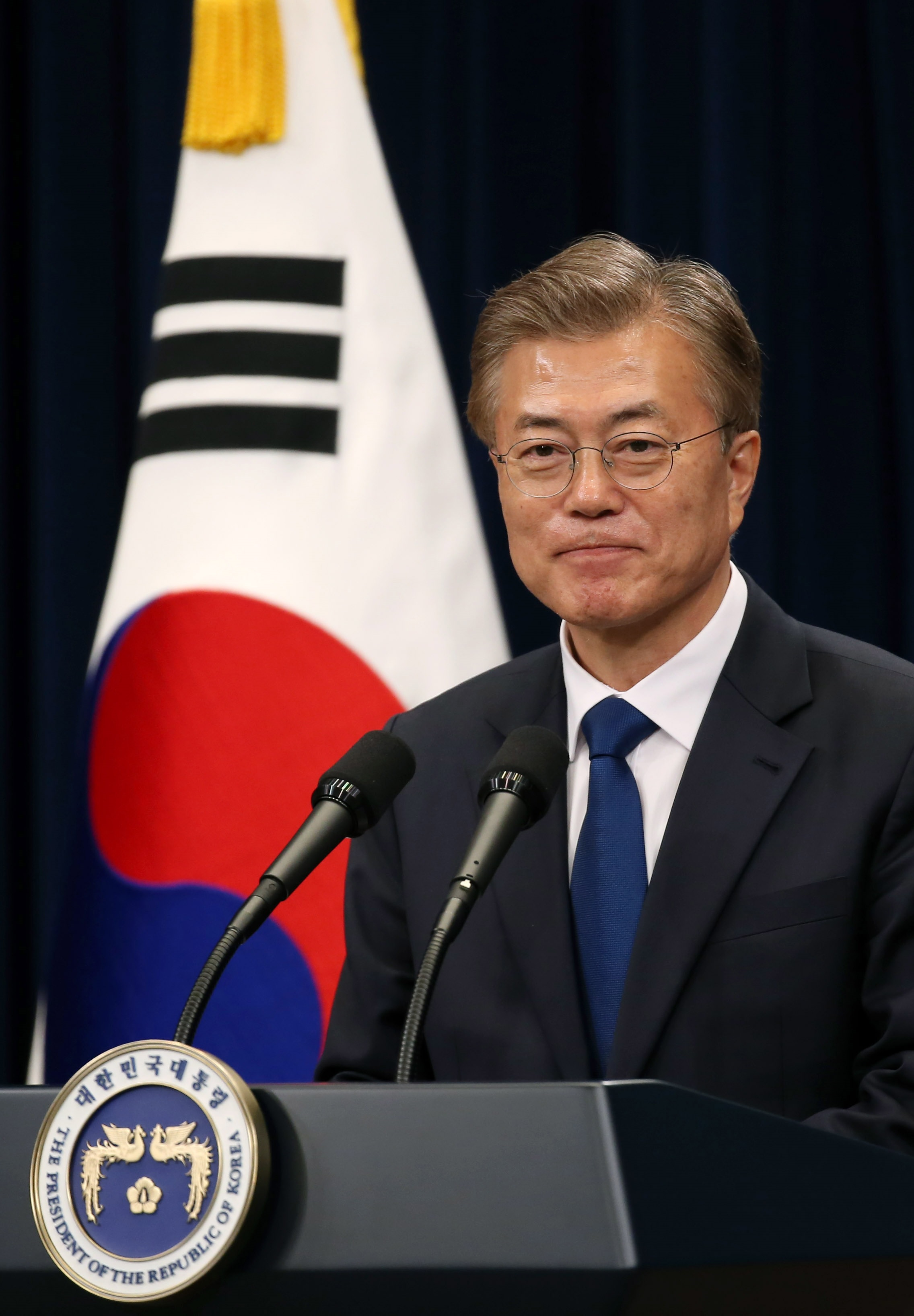
2017年文在寅上任後的首場記者會

文在寅（韩语：／ Mun Jae-in，發音：[mun.dʑɛ.in] ⓘ；1953年1月24日—），本貫南平文氏，是大韩民国進步派政治家與人权律师，生於慶尚南道巨濟郡，共同民主黨人士，曾任大韓民國第19任總統、國會議員等職務。

## 生平
1953年1月24日，出生於韓國巨济郡（今慶尚南道巨濟市）。出身寒微。年少時，文在寅曾是學運領袖、執業律師，長期投入維護人權運動，從政前與盧武鉉合作，是一位有名的人權律師，盧武鉉當選總統後，他也隨之進入青瓦臺，擔任其秘書室長。
2012年4月11日，文在寅當選為釜山沙上区第19屆大韓民國國會議員。同年9月16日，文在寅獲得民主黨提名，參加2012年總統選舉，最終以108萬票之差敗給新世界黨候選人朴槿惠。2015年至2016年間，擔任共同民主黨代表。2017年再獲共同民主黨提名，並在2017年總統選舉中勝選，入主青瓦臺。
2017年7月24日，文在寅出席平昌郡阿尔卑西亚度假会议中心舉行的平昌冬奧會倒計時200天紀念活動，被委任為平昌冬奧會宣傳大使。2018年4月27日，文在寅與朝鮮最高領導人金正恩在大韓民國一側的板門店和平之家舉行朝韩首脑会晤。

## 經歷

### 早期生涯
文在寅是家中五個孩子中的長子，1953年1月24日出生於韓國巨济郡，家境贫寒，父母都是朝鲜战争長津湖戰役時通過興南撤收作戰從朝鮮咸鏡道逃到南方的難民；父親文龍炯本貫南平文氏，曾在日本殖民时期出任兴南市（今屬朝鮮咸镜南道咸興市興南區域）的农业科长，逃到南方后，在巨濟島戰俘營做奴工。而母親姜韓玉在釜山附近的港口城市賣雞蛋。由于家境貧窮，他幫人送過煤餅，窮到有時只能吃學校的玉米粥維生，到教堂領過給窮人的免費食品。曾因沒有錢交學費，上課途中被逼趕出學校。後來他們一家搬到釜山，他在當地完成初中及高中課程。1971年，他從慶南高等学校畢業，考了兩次大學入學測驗，1972年考入慶熙大學法學系。
他雖辛苦考入大學，但並不重視學業，除了參加社會運動，積極爭取民主改革之餘，他喜好抽煙飲酒，常常違反校規，曾四度被學校勸退。1975年，因參與反對時任總統朴正熙的維新憲法抗議活動被捕，關獄西大门监狱，后處以8個月有期徒刑，緩刑一年，校方順理成章開除了他的大學學籍。
失學後的文在寅於1975年8月應徵入伍，配屬至韓國陸軍特戰司令部第1空降旅第3營，當時的旅長正是後任韓國總統的全斗煥，營長則是全斗煥掌權後任韓國情報機關首長、主掌國家安全企劃部（現國家情報院）的張世東。文在寅於為期6周的特種作戰訓練期間獲得「最優秀表彰」，並由旅長全斗煥親自授獎。期間經歷板門店事件，其英勇表現使他用來反駁保守派指控其「親北」的政治立場。

### 民主化运动
1978年退伍後，文在寅重返學校，繼續讀書，但1979年時任總統朴正熙遇刺身亡，韓國掀起民主化浪潮「漢城之春」。期間，他因違反戒嚴令再次被捕。他之後雖然通過司法考試，並以優異成績在司法研修院畢業，但因為留有案底和曾屬滋事分子而無緣出任法官，令他耿耿於懷。在通過律師考成為律師後，1982年加入盧武鉉的律师事务所，成为卢武铉的左膀右臂和一生的挚友。律師事務所處理近乎全部在釜山的勞工及人權案件，他們因此成為著名的人權律師。文在寅曾与卢武铉合作为釜林事件中被抓的学生免费辩护。1996年中韩远洋渔轮仇杀事件二审时，他无偿为中國朝鮮族船員提供法律援助，帮助六人中的五人由死刑改判无期徒刑。由於盧武鉉的堅持，他成為盧武鉉在競選總統期間的競選幹事。在2002年盧武鉉勝選之後，文在寅成為他的秘書和助手，2007年成為總統府秘書室長。當2008年檢察當局開始調查卸任總統盧武鉉的貪腐指控時，文在寅擔任盧武鉉的法律顧問。在2009年盧武鉉自盡之後，文在寅負責葬禮和處理他的身後事。

### 参选总统
他曾發表一本《文在寅：命運》的回憶錄，成為暢銷書。他在總統競選的民調穩步上升。例如，在2012年2月的民意調查中，文在寅受歡迎程度與朴槿惠幾乎相同。文在寅利用保守派因一系列的貪腐醜聞下滑而增加其受歡迎的程度，正如一位專家所說：“文先生已經成功地將自己的形象建立為受到年輕人支持的溫和領導者。”2012年4月國會選舉，文在寅以最大在野黨民主统合党候選人身分在保守派新世界黨重镇韓國第二大城市釜山获胜，当选代表沙上区的国会议员。6月17日，文在寅正式宣布参选总统，他主张增加社會福利开支和對北接觸。9月16日，民主统合党宣布由文在寅代表该党参选总统。12月19日在总统大选中以些許差距敗於前總統朴正熙之女、新世界黨參選人朴槿惠。

2015年2月2日，文在寅當選為共同民主黨的黨代表。2017年4月3日，文在寅再度獲共同民主黨提名，參加第19屆總統選舉。與2012年相較，雖然2017年對手政黨聲勢低落，但由於安哲秀的參選，使文在寅於多數地區得票不升反降，其中首都圈、關東、湖西、湖南表現普遍雖不如上屆，不過仍領先其他候選人；此外嶺南得票逆勢成長，成為其2017年參選的重大斬獲。但因其得票不及2012年，与朴槿惠获胜获得51%得票相比结果不佳，因此他勝選後需要與保守派合作。
朴槿惠前总统上台後疑似將被認定曾抗議世越號沉船事件政府不當處置，或是曾支持朴槿惠對手政黨候選人的9,473名藝人列入黑名單。「對手」包含文在寅，因支持他而被打壓的藝人高達6,517位。
| 文在寅兩次參選總統的得票                                                     |          |                   |                   |                   |                   |             |          |
| 地區別                                                                       | 地區別   |                   |                   |                   |                   | 得票變化    | 得票變化 |
| 地區別                                                                       | 地區別   | 2012年 民主統合黨 | 2012年 民主統合黨 | 2017年 共同民主黨 | 2017年 共同民主黨 | 得票變化    | 得票變化 |
| 地區別                                                                       | 地區別   |                   |                   |                   |                   | 得票變化    | 得票變化 |
| 地區別                                                                       | 地區別   | 得票數            | 得票率            | 得票數            | 得票率            | 得票數      | 得票率   |
| 首都圈                                                                       | 首爾     | 3,227,639         | 51.4%             | 2,781,345         | 42.3%             | ▼446,294    | ▼9.1%    |
| 首都圈                                                                       | 仁川     | 794,213           | 48.0%             | 747,090           | 41.2%             | ▼47,123     | ▼6.8%    |
| 首都圈                                                                       | 京畿     | 3,442,084         | 49.2%             | 3,319,812         | 42.1%             | ▼122,272    | ▼7.1%    |
| 江原                                                                         | 江原     | 340,870           | 37.5%             | 324,768           | 34.2%             | ▼ 16,102    | ▼ 3.3%   |
| 湖西 （忠清道）                                                              | 大田     | 448,310           | 49.7%             | 404,545           | 42.9%             | ▼ 43,765    | ▼ 6.8%   |
| 湖西 （忠清道）                                                              | 忠北     | 398,907           | 43.3%             | 374,806           | 38.6%             | ▼ 24,101    | ▼ 4.7%   |
| 湖西 （忠清道）                                                              | 忠南     | 497,630           | 43.3%             | 476,661           | 38.6%             | ▼ 20,969    | ▼ 4.7%   |
| 湖西 （忠清道）                                                              | 世宗     | 30,787            | 47.6%             | 77,767            | 51.1%             | ▲ 46,980    | ▲ 3.5%   |
| 湖南 （全羅道）                                                              | 光州     | 823,737           | 92.0%             | 583,847           | 61.1%             | ▼ 239,890   | ▼ 30.9%  |
| 湖南 （全羅道）                                                              | 全北     | 980,322           | 86.3%             | 778,747           | 64.8%             | ▼ 201,575   | ▼ 21.5%  |
| 湖南 （全羅道）                                                              | 全南     | 1,038,347         | 89.3%             | 737,921           | 59.9%             | ▼ 300,426   | ▼ 29.4%  |
| 嶺南 （慶尚道）                                                              | 釜山     | 882,511           | 39.9%             | 872,127           | 38.7%             | ▼ 10,384    | ▼ 1.2%   |
| 嶺南 （慶尚道）                                                              | 蔚山     | 275,451           | 39.8%             | 282,794           | 38.1%             | ▲ 7,343     | ▼ 1.7%   |
| 嶺南 （慶尚道）                                                              | 大邱     | 309,034           | 19.5%             | 342,620           | 21.8%             | ▲ 33,586    | ▲ 2.3%   |
| 嶺南 （慶尚道）                                                              | 慶北     | 316,659           | 18.6%             | 369,726           | 21.7%             | ▲ 53,067    | ▲ 3.1%   |
| 嶺南 （慶尚道）                                                              | 慶南     | 724,896           | 36.3%             | 779,731           | 36.7%             | ▲ 54,835    | ▲ 0.4%   |
| 濟州                                                                         | 濟州     | 161,235           | 49.0%             | 169,493           | 45.5%             | ▲ 8,258     | ▼ 3.5%   |
| 海外國民                                                                     | 海外國民 | 89,192            | 56.38%            |                   |                   |             |          |
| 總計                                                                         | 總計     | 14,692,632        | 48.02%            | 13,423,800        | 41.09%            | ▼ 1,268,832 | ▼ 6.93%  |
| 色底表文在寅於兩次選舉中得票較高者。粗體表文在寅於該次選舉的該地區取得領先。 |          |                   |                   |                   |                   |             |          |

### 总统任期

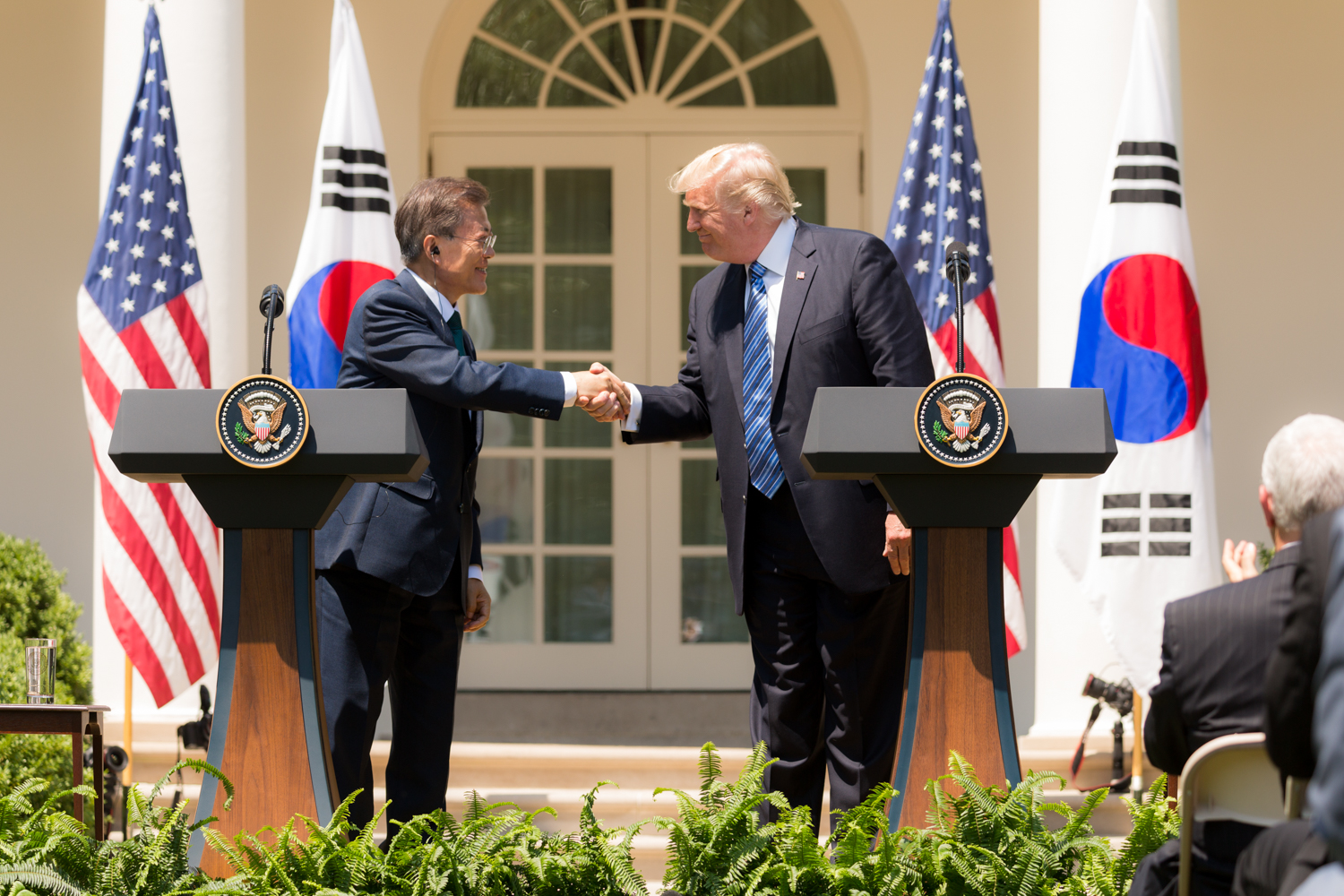
2017年6月，文在寅到訪白宫與美國總統唐納·川普會面

文在寅执政的头六个月，其民调支持为73%，为韩国历任总统第二。
2017年12月，文在寅入选《外交政策》“FT 100全球知识分子”。文在寅贊成廢除韓國自由派所指責的韓國國家安全法，他认为這是韓國歷史上右派建立國家安全限制和壓制韓國政治左派聲音的工具。他還答應廢除國家情報院的國內事務處，以保持政治中立，將所屬業務移交給警察。
文在寅主張廢止核電。2017年6月19日，文在寅在出席古里核電廠1號機組關閉儀式時，強調韓國將擺脫以核能為中心的能源政策，走向「無核時代」。他誓言要廢除韓國所有新的核電廠計畫，正等待退役的月城核電廠1號機組也不會延長使用年限，而另外兩座正在建設的核電反應爐也將會停建。
針對薩德問題，2017年5月文在寅認為改善中韓關係有其重要性，隨後在川普訪問北京前針對此一問題做出三項官方保證：
- 韩国不加入美国反导体系
- 韩美日安全合作不会发展成为三方军事同盟
- 韩国政府未考虑追加部署萨德系统

之後在2017年12月首次訪華前接受中國中央電視台專訪，進一步說明立場，外界認為在朝核問題與美國強力施壓的背景下，文在寅做出了一種停損式作法，但中方接受與否尚待觀察。針對韩美自由贸易协定問題，美國總統唐納·川普上台後政策主軸認為長期以來的全球化和各種自由貿易，結局是讓美國處於不利地位，所以應該利用各種方法重訂遊戲規則，甚至不排除威脅退出。面對朝鮮核威脅的大韓民國、日本成為第一個美國談判的對象，2017年底文在寅同意展開重談貿易協定，但談判成敗未定。馬來西亞新海峽時報評論認為，這是川普再次動用安保系列的威脅手段來折換經濟利益，日本NHK則認為韓國總統文在寅与日本首相安倍晋三均是強烈的民族主義者，並非純然西方意識形態的人物，而是一種靈活型人物，韓日關係可能會恢復。美國總統唐納·川普的威脅手段可能短期獲利，但文在寅可能藉此說服安倍晋三，在自由貿易等問題向美國施壓，迫使美國顧全大局與韓日修訂互惠的貿易協定。
2022年5月3日，文在寅舉行任期內最後一次國務會議，並在會上通過民主黨在其任期末一個月快速推進的《檢察廳法》和《刑事訴訟法》修正案，將檢察官的直接搜查權由既有的六大犯罪，限縮至貪腐、經濟犯罪兩大犯罪案件。同年5月9日，文在寅在傍晚完成最後一日總統任期後離開青瓦台。他是最後一位以青瓦台為總統辦公室及官邸的韓國總統，之後的總統辦公室遷移至位於龍山區的國防部新大樓，而官邸亦會使用位於附近的前外交部長官公館。

#### 支持率
文在寅的支持率為歷代民選韓國總統最高，在任五年間平均支持率約40至50%。2020年中，其支持率曾因对韩国的2019冠状病毒病疫情防疫有成而急升至70%的水平，相比之下，盧泰愚至朴槿惠時期的歷任總統第三年支持率最高仅为43%。从2021年開始，文在寅的不支持率開始長期高於支持率，主要因韩国的經濟及房地產政策引起群眾不滿，例如在2021年4月下旬曾跌至29%的歷史新低，其後在任期末恢復至40%左右的水平。由於歷任民選總統在任期最後一年支持率皆只有20%左右的水平，因此多間媒體認為此現象罕見，文在寅政權並沒有出現任期末「跛腳鴨」的情況。
梨花女子大學教授柳成鎮指出，文在寅政府將各種年金的適用範圍擴大，以及醫保受惠層、新冠疫情援助金受惠者增加等因素，導致他擁有堅實的支持者階層，令他在任期末的支持度居高不下。
2022年5月6日晚上，文在寅在青瓦台迎賓館邀請前、現任青瓦臺秘書官出席啤酒告別晚宴，在前往一樓拍攝紀念照時，隨著漆黑的燈亮起，400多名青瓦台職員拿著祝賀卸任的蛋糕登場，職員為文在寅準備的驚喜活動讓他感到震驚，而同場的第一夫人金正淑則感動落淚。同日公布的文在寅任期最後一周國政評價調查中，他得到了45%的支持率，以史上最高卸任支持率結束五年任期。

### 卸任後

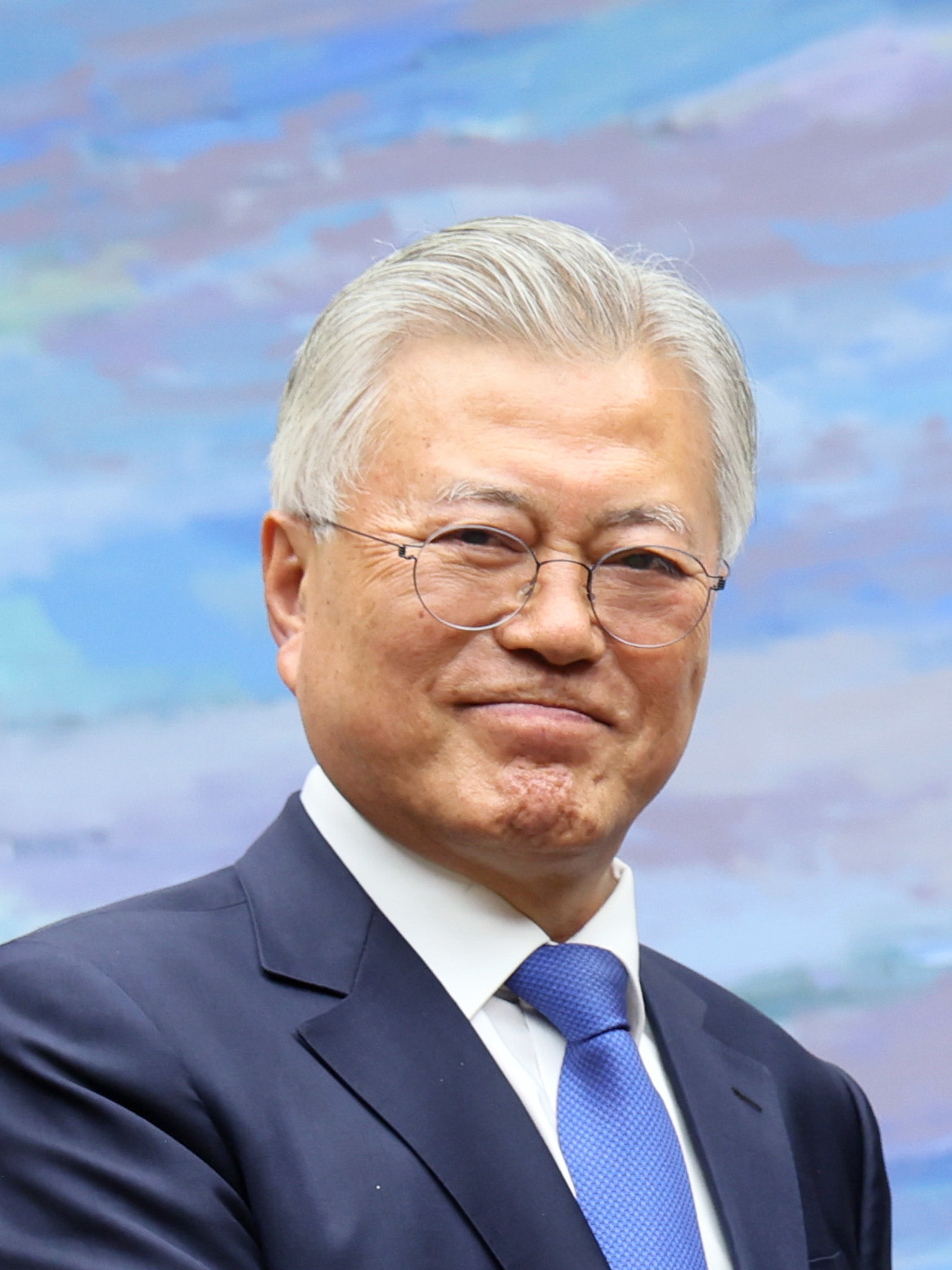
2025年的文在寅

2022年5月10日，文在寅结束韩国总统任期。在参加完新任韩国总统尹锡悦的就职典礼后，文在寅前往位於慶尚南道梁山市下北面平山村的新建私宅居住。他本來有意在卸任後返回原本在梁山市梅谷洞的住宅居住，但該屋位置極度偏僻，需要爬上1.7公里的狹窄斜坡單行路，且該鄉間小路沒有路燈。文在寅在其著作《命運》中提及，梅谷洞私宅是「懷著流放自己的心情選擇了梅谷洞私宅」。由於青瓦台方面認為這難以為文在寅安排保安措施，因此文在寅選擇新建別墅居住。
很快有韓國保守团体來到平山村抗議文在寅。2022年5月11日，一个保守团体在文在寅住所外用高音喇叭持续播放30小时朴正熙的讲话。5月24日，因示威者在文在寅住所外不分昼夜集会抗议，10名年过七旬的老人出现健康问题，被送院治疗。5月31日，文在寅报警，要求警方对4名保守团体成员进行处罚。
2022年8月19日，韩国检方对文在寅前政府展开调查。首尔中央地方检察厅和大田地方检察厅以文在寅涉嫌滥用职权、提前关闭月城核电站1号机组等名义，对位于世宗市的总统档案馆进行了两次扣押搜查。韩国最大在野党共同民主党方面批评相关搜查“是政治报复”，要求立即中止调查。
2023年4月26日，文在寅在其居住的平山村开办了一家“坪山书店”并亲自举行举行了揭牌仪式。
2024年8月30日，韓國檢察機關对文在寅女儿多惠的住宅进行了搜查，並在搜查令上將文在寅列為受賄嫌疑人。檢方認為，多惠的前夫在泰東航空任職期間所獲得的2億韓元以上的薪資，可能是对文在寅的賄賂；檢方同时強調，他們基於證據和法律進行調查而沒有任何政治考量，基於案件敏感性拒絕透露更多具體細節。2025年4月24日，文在寅因涉及該案被檢方起訴。

## 爱好与理念
文在寅爱好读書与登山、围棋。喜爱的体育运动为水肺潛水。信仰为罗马天主教。喜爱的食物为刺身与海产物、座右銘是「愈是在困境之时就愈是要回归到自己的原則」。尊敬的人物为丁若鏞、世宗大王、富兰克林·罗斯福。喜欢的歌手为李恩美。喜歡的演员為宋康昊。喜欢的电影为《光海，成为王的男人》。幼时的夢想是成为一名歴史学者。文在寅的儿子在美国留学，女儿则在日本留学。
文在寅不同意保守系媒体对其的指控（包括「左派」、「反美・親中」、「反日・親北」、「从北」）。文对于「从北」的指控，在中央日报的采访中表示「我有着特殊战司令部出身，指控我为亲北的人才是真正的亲北」。另一方面，文在寅也被评价为「革新」（時事通信社・公明党）「自由主义」（CNN）「中道左派」（日本共产党）。虽然他的半生都在与保守派的斗争中度过，但文在寅也并没有全盘否定保守主義，他表示保守思想为「看重家人、国家与民族、共同体，并为此献身」。2017年4月，文在寅访问了2012年总统选举时避开参拜的国立首尔显忠院，按顺序参拜了李承晩及朴正熙的墓地，并在芳名録上写上「全国国民的总统！」。他区别「真保守」与「偽保守」，并大力批判「偽保守」。
2012年1月参加综艺节目时，表示最喜欢的外号为「盧武鉉之影」，表示「如果没有盧武鉉总统之死，我是不会进入政界的吧」。

## 争议

### “反同性恋”言论惹议
2017年4月25日，在電視辯論會中保守派自由韓國黨候選人洪準杓主張：「同性戀士兵正在削弱韓國的軍力」，並提問文在寅是否認同，文表示同意，洪提問是否反同性戀，他也直接說：「我反對（同性戀）！」面對追問他再次強調：「當然。」許多支持者認為，文在寅的說法與大多韓國人的保守觀點符合，其言論只為爭取保守派的支持。不過作為自由派候選人，其言論已引發部分同志團體批評；報導指出，當天參與辯論的5名候選人中，僅左派正義黨的沈相奵表態挺同。他隔日稱任何人不應該因性取向而被歧視，但反對同性婚姻合法化。

### 印尼语错误問候事件
2019年3月21日，据韩国《朝鲜日报》报導，文在寅在与马来西亚首相马哈迪·莫哈末举行首脑会谈和国宾晚宴时，接连出现口误，另有指责称，文在寅在下午用晚上的问候语打招呼，晚上却用下午的问候语打招呼。报導还称，当地时间3月13日，文在寅与马哈迪举行会谈后，在共同记者会上用印尼语，而非马来西亚语进行问候。在野党和韩国媒体纷纷谴责，指文在寅的失误是“外交灾难”。后韩国外交部长康京和已就此事向韩国国会道歉，承认该部犯下一个痛苦的错误。

### 宣传片乌龙事件
2021年6月1日，韩国举办的气候变化问题线上峰会以一段宣传片作为开始，但内容却显示峰会在朝鲜首都平壤举行，结果引来网民一番嘲笑。当日举行的全球绿色目标伙伴（P4G）峰会开幕仪式上，有多位世界各国领袖发表演讲，包括德国总理默克尔以及法国总统马克龙。
在那场峰会之前登场的是一段宣传片。这影片中一度主要显示平壤的大同江，然后镜头往后拉，看到了大同江上绫罗岛的五一体育场，也是世界最大，可容纳15万名观众的体育场。然后，镜头再迅速拉远，展示平壤市的其余部分、朝鲜半岛、亚洲及全世界。影片中的一行字幕写道：“世界各国领袖今天齐聚于此”。
宣传影片中出现的错误引起网上一片嘲笑，而韩国主要在野党“国民力量”抨击文在寅政府，并形容该影片为“外交灾难”。事后，影片已进行重新剪辑，在峰会上载到YouTube的新版本中，是以首尔的画面来取代原先的画面。
韩国总统府青瓦台解释说，该宣传影片是由外面的制作公司创作，并在“很紧迫的时间内”完成。峰会主办方也在发送给法新社的一份声明中表达了“遗憾，即我们在准备阶段没有彻底检查”，同时也承诺“尽我们所能确保这一类问题不再发生”。

### COVID-19大流行
文在寅對COVID-19大流行的反應在國內和國際上都受到稱讚。在2020年3月的前幾週，每日病例從800例降至不到100例，高峰時每日病例減少了90%以上。
超過150萬韓國人簽署了一份請願書，要求彈劾文在寅，理由是他們聲稱政府最初對韓國冠狀病毒爆發的處理不當。作為回應，超過130萬韓國人在短短兩週內簽署了第二份請願書，以支持文在寅，因為他們聲稱政府有能力控制冠狀病毒。
公共民意調查公司Embrain在2020年3月5日至6日期間進行的一項民意調查顯示，53%的公眾對文在寅處理冠狀病毒危機的方式給予正面評價。蓋洛普韓國在2020年3月的第一周進行的一項民意調查顯示，由於公眾對其政府處理疫情的方式表示認可，他的支持率從44%上升至67%。根據Realmeter的一項調查，到2021年1月，他的支持率降至34%，是他擔任總統期間的最低點。
據韓聯社報導，韓國美國商會會長詹姆斯·金表示，“韓國正在積極、透明地處理COVID-19。由於該國準備充分的檢測，韓國的確診病例激增。與其他國家相比的程序。” CNBC的紐約市醫生馬特·麥卡錫讚揚了文在寅政府在解決冠狀病毒危機方面所做的工作，稱“韓國已經能夠對數万人進行檢測。隨著該國積極的檢測工作，韓國死於這種疾病的人數是不到1%，而全球平均為3.4%。這要歸功於政府對傳染病爆發的早期準備。”

## 学历
- 1965年 南港初等学校 毕业
- 1968年 庆南中学 毕业
- 1971年 庆南高等学校 毕业
- 1980年 庆熙大学 法学院 法学学士

## 生涯年表
- 1978年：陸軍兵長（特戰司令部第1空降旅）退伍
- 1980年：慶煕大学法学系毕业
- 1980年：第22回司法考试合格
- 1981年：與金正淑結婚
- 1982年：和盧武鉉律师（当時）合開法律事務所
  - 釜山地方律师协会人权委員長、釜山YMCA理事
  - 民主社会党慶南律师协会代表
  - 釜山NCC人权委員、护教人权委員、天主教人权委員会人权委員
  - 釜山市教育廳行政審判委員
  - 釜山地方劳动委員会公益委員
- 1983年：司法研修院12期结业（法务部部長奖）
- 1983年：法务法人 釜山代表律师
- 1984年：韩国海洋大学 海事法学科讲师
- 1985年：釜山民主市民協議会常任委員
- 1987年：争取民主国民运动 釜山本部常任執行委員
- 1988年：韩民族新闻创刊委员、釜山支社长
- 1996年：釜山地方律师会人权委员长，为了民主社会釜山-庆南律师会代表
- 2002年：盧武鉉总统候選人的釜山地域选举对策委员长
- 2003年~2004年2月：总统秘书室 民政首席秘书官
- 2004年5月~2005年1月：总统秘书室 市民社会首席秘书官
- 2005年1月~2006年5月：总统秘书室 民政首席秘书官
- 2007年3月12日~2008年2月24日：总统秘書室長
- 2007年8月 第2次南北高峰会谈推进委员会委员长
- 2009年5月：已故盧武鉉前总统国民葬委員会运营委员长兼常任執行委員長
- 2010年8月~2012年5月：财团法人人活着的世界卢武铉财团（朝鲜语：사람사는세상 노무현재단）理事长
- 2011年：「革新和統合」常任共同代表
- 2012年5月30日~2016年5月29日：第19届国会议员（釜山沙上区）
- 2012年：民主统合党第18任总统候选人，以微弱差距敗於新世界黨提名的朴槿惠
- 2012年11月~2012年12月：民主统合党代表（代理）
- 2014年9月~2014年12月：新政治民主联合非常对策委员
- 2015年2月8日~2016年1月26日：共同民主黨代表
- 2017年5月10日~2022年5月9日：大韩民国第19任总统

## 選舉履歷
| 年度 | 選舉屆數       | 選舉區           | 所屬政黨   | 得票數     | 得票率 | 當選標記 | 備註 |
| ---- | -------------- | ---------------- | ---------- | ---------- | ------ | -------- | ---- |
| 2012 | 第19屆國會選舉 | 釜山廣域市沙上區 | 民主統合黨 | 65,336     | 55.04% |          |      |
| 2012 | 第18屆總統選舉 | 大韓民國         | 民主統合黨 | 14,692,632 | 48.02% |          |      |
| 2017 | 第19屆總統選舉 | 大韓民國         | 共同民主党 | 13,423,800 | 41.08% |          |      |

## 荣誉

### 官方勋奖
- -  无穷花大勋章（2022年5月3日于首尔[88]）
- 國際奧委會
  -  金质奥林匹克勋章（2018年8月30日于首尔[89]）
- 瑞典
  -  骑士级皇家六翼天使勋章（2019年6月4日）
- 西班牙
  -  民事功绩勋章颈链（2021年6月8日）
- 奥地利
  -  大星级奥地利共和国功绩勋章（2021年6月14日）
- 哥伦比亚
  -  博亚卡勋章颈链（2021年8月25日）
- 挪威
  -  大十字级圣奥拉夫勋章（2021年9月21日）
- 斯洛維尼亞
  -  杰出功绩勋章（2021年9月21日）

## 著作
个人著作
- 《文在寅的命运》，2011-06-15，橋出版社（中文版标题为《命运》，2017年12月出版，凤凰文艺出版社）
- 《文在寅的命运》，（2017年第19任总统当选纪念特别版），2017-05-16，鼓出版社
- 《以人为本》，2012-08-06，紫牛出版社
- 《文在寅谨呈》，2012-08-08，領導的書出版社
- 《1219 结束与开始》，2013-12-10，海出版社
- 《大韩民国在提问》，2017-01-20，21世紀圖書出版社

合著
- 《10人说卢武铉》，2010-05-13，哦我的書出版社
- 《那个男人 文在寅》，2012-09-17，真正的文字出版社
- 《漫画文在寅》，2012-10-03，我的倉庫出版社
- 《从命运到希望》，2017-03-23，茶山出版社